# Anochetus vallensis
Anochetus vallensis is een mierensoort uit de onderfamilie van de Ponerinae. De wetenschappelijke naam van de soort is voor het eerst geldig gepubliceerd in 1987 door Lattke.